# Spélonque de Dions
Le spélonque de Dions (nommé aussi Espeluca ou bien Espéluques) est une cavité naturelle située sur la rive droite du Gardon, à environ 25 kilomètres au nord de Nîmes, sur la commune de Dions et dans le département du Gard.

## Description

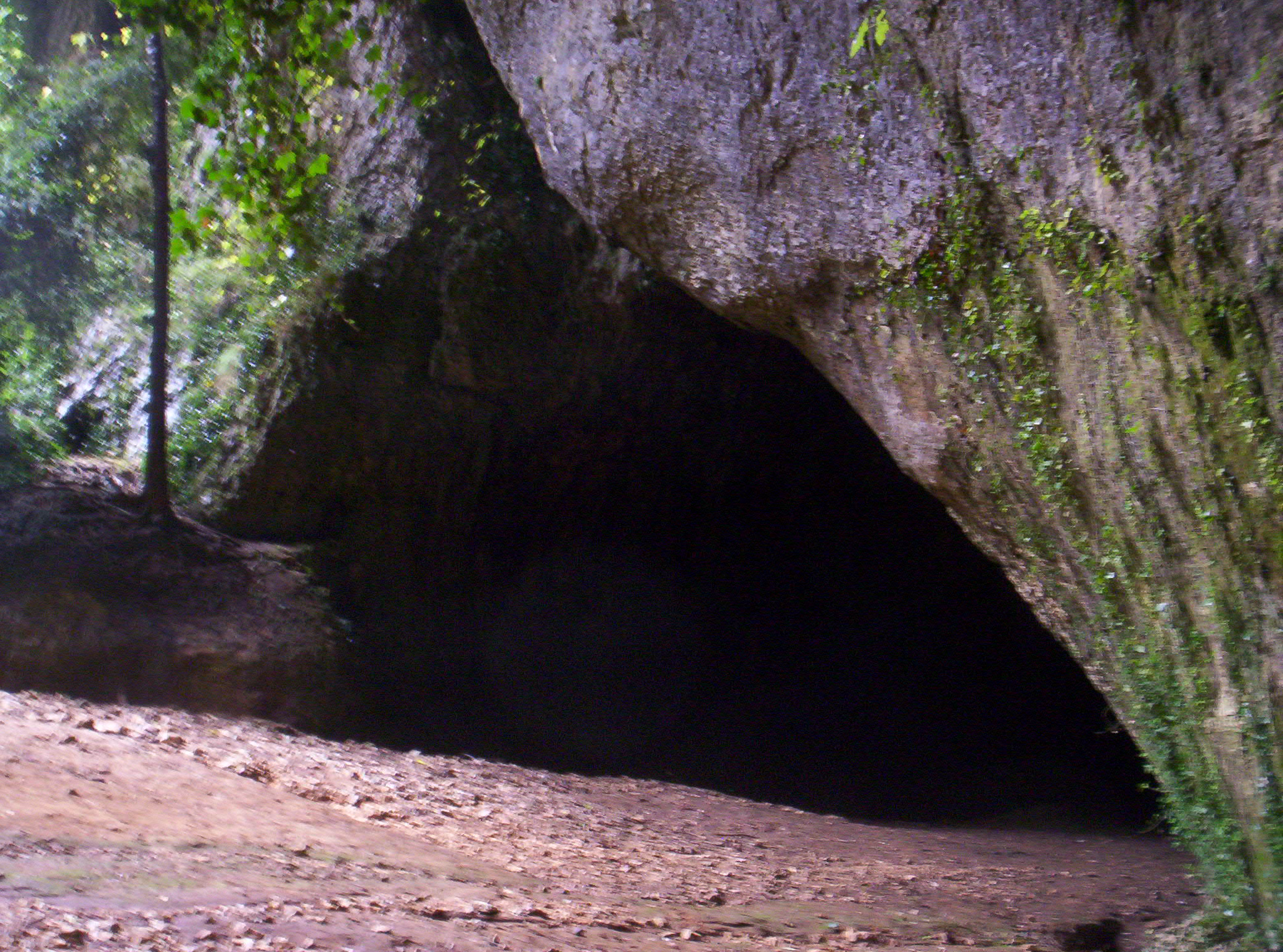
Entrée de cavité.

D'une ouverture de 160 mètres de long sur 115 mètres de large, qui pourrait contenir sans mal les arènes de Nîmes, le spélonque a la forme d'un entonnoir d'une profondeur de 72 mètres. La face Nord du gouffre est une paroi rocheuse qui descend jusqu'au sommet de la voûte de la caverne situé en contrebas. D'une hauteur de 49 mètres, cette large caverne donne accès à d'autres salles plus petites et des galeries, parfois noyées, qui communiquent avec le Gardon souterrain. La formation du gouffre est probablement due à l'effondrement d'une ancienne dérivation souterraine du Gardon.
La cavité a été explorée de manière détaillée en 1895 par les spéléologues Félix Mazauric (1868-1919) et Gustave Cabanes. Depuis 1969, l'ensemble du site a été classé comme zone de protection naturelle.

## Étymologie
Plusieurs appellations comme la Spélunque, Spelunca, les Espelugues, les Espelunques ou Espeluca ont été données aux lieux mais la racine latine spelunca signifiant « caverne » est commune à tous ces noms.

## Faits divers
Le 2 août 2005, un homme évoluant en solitaire sur la via ferrata au-dessus du gouffre a fait une chute de 10 mètres. D'après les pompiers, l'inexpérience de la victime, qui maîtrisait mal son descendeur autobloquant, est à l'origine de cet accident qui n'a cependant pas causé de drame.
Le 27 décembre 2022, un effondrement massif du plancher du gouffre se produit. Cet effondrement a notamment permis de mettre au jour des éléments archéologiques.